# Zeritis ivoiriensis
Zeritis ivoiriensis är en fjärilsart som beskrevs av Henry Stempffer 1966. Zeritis ivoiriensis ingår i släktet Zeritis och familjen juvelvingar. Inga underarter finns listade i Catalogue of Life.